# Sheshonq II
Pour les articles homonymes, voir Sheshonq.
Sheshonq II (ou Sheshonq IIa) est un pharaon obscur de la XXIIe dynastie. S'il a longtemps été assimilé au fils du roi Osorkon Ier, nommé lui aussi Sheshonq et grand prêtre d'Amon à Thèbes, Osorkon Ier avec qui il aurait été corégent à Tanis, ceci est aujourd'hui complètement remis en cause car jamais les fils du grand prêtre ne nomme leur père défunt en tant que roi.

## Généalogie
L'identité de Sheshonq reste discutée par les historiens et égyptologues. Son existence n'était attestée que par de rares mentions, jusqu'à la découverte de sa sépulture à Tanis. Auparavant, il n'apparaissait pas comme un personnage important, son règne étant inclus dans les trois règnes intercalaires mal connus que Manéthon place entre ceux d'Osorkon Ier et de Takélot Ier, comme le roi Toutkhéperrê Sheshonq attesté à Bubastis et Abydos.

### Fils d'OsorkonIer?
Étant le seul à être véritablement attesté, et dont on a donc retrouvé le sarcophage intact (voir plus bas), il a longtemps été assimilé au fils du roi Osorkon Ier, nommé lui aussi Sheshonq et grand prêtre d'Amon à Thèbes, Osorkon Ier avec qui il aurait été corégent à Tanis, ceci est aujourd'hui complètement remis en cause car jamais les fils du grand prêtre ne nomme leur père défunt en tant que roi. Toutefois, il est toujours possible qu'il soit un fils d'Osorkon Ier, différent de ce qui serait alors son frère Sheshonq.

### Fils de SheshonqIer?
Les bijoux retrouvés dans sa tombe peuvent indiquer qu'il ait vécu avant Osorkon Ier, ou bien qu'il ait été l'un de ses frères. En effet, certaines des pièces de joaillerie que portait sa momie sont au nom du fondateur de la XXIIe dynastie, à savoir le pharaon Sheshonq, premier du nom,. En général, lorsque le nom d'un pharaon est trouvé dans la tombe d'un autre souverain, il est admis qu'il y a un lien de filiation direct, soit que le sujet soit le père du second, soit son fils. Des bracelets et pectoraux retrouvés au nom du fondateur de la dynastie sont des parures royales de haute qualité, sorties des meilleurs ateliers d'orfèvrerie du pays, dont certaines ont été portées du vivant même de leur propriétaire, démontrant que ces objets ont été confectionnés dans un laps de temps assez proche du vivant même de Sheshonq II.
De plus, parmi ces bijoux, deux autres portent des noms de personnages importants de la XXIe dynastie. Il s'agit de deux bracelets prenant la forme d'une tige de papyrus à deux ombelles qui enserrent un scarabée. L'un des deux scarabées est inscrit au nom de Djedkhonsouefânkh, un grand prêtre d'Amon, tandis que l'autre est inscrit au nom de Menkhéperrê, autre grand prêtre d'Amon, frère et successeur du précédent. Tous deux, fils de Pinedjem Ier, ont régné sur Karnak bien avant la période des fondateurs de la XXIIe dynastie. Ils sont contemporains des règnes de Psousennès Ier, lui aussi fils de Pinedjem Ier, et de ses successeurs de la XXIe dynastie.
Enfin, aucun objet provenant de la sépulture de Sheshonq II ne contient le nom d'Osorkon Ier, ce qui indiquerait l'absence de lien direct père-fils entre Osorkon Ier et Sheshonq II.
Tous ces indices convergent vers une identification différente de Sheshonq II, qui pourrait donc avoir vécu plutôt au début de la XXIIe dynastie, à une période contemporaine du fondateur de la dynastie Sheshonq Ier. Il peut s'agir tout aussi bien de reliques, que d'un héritage lié à la fonction même de Sheshonq, mais ils laissent en tout cas planer le doute sur son identité réelle, et sur sa place dans l'arbre généalogique de la dynastie.

### Fils de TakélotIer
Takélot Ier pourrait être son père. En effet, son sarcophage hiéracocéphale ressemble à celui de Horsaïset Ier, ce qui les rapprocherait chronologiquement. Horsaïset Ier ayant régné à Thèbes vers le début du règne d'Osorkon II, fils de Takélot Ier, Sheshonq II pourrait donc être un prédécesseur d'Osorkon II et un fils de Takélot Ier. Ceci est très conjectural.

### Épouse et fils
Une reine nommée Pentreshmès, dont le royal mari se nommait Sheshonq, et son fils, Nimlot, général et dont les quelques attestations ont été trouvées près de Léontopolis, pourraient être respectivement une épouse et un fils du roi Sheshonq II. Toutefois, ceci est loin d'être certain.

## Règne
Rien n'est connu de son règne, si ce n'est qu'il s'est fait enterrer à Tanis. Manéthon place entre les règnes d'Osorkon Ier et de Takélot Ier trois règnes intercalaires, dont le sien faisait très probablement partie.

## Sépulture

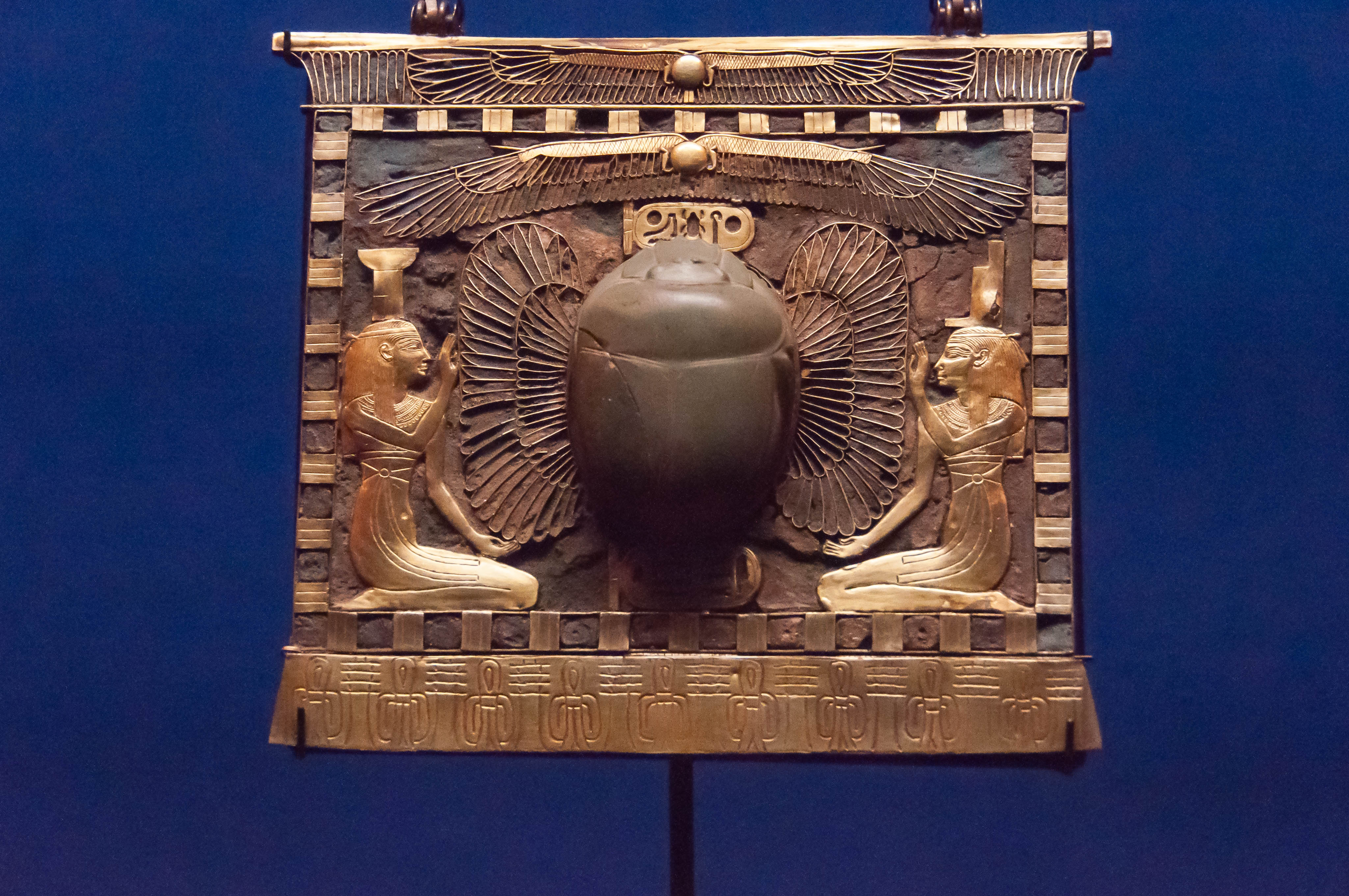
Pectoral au nom de Sheshonq II, découvert sur la momie du roi

La dépouille de Sheshonq II a été retrouvée le 15 mars 1939 par Pierre Montet. Il avait été inhumé dans l'antichambre du tombeau de Psousennès Ier, dans la nécropole royale de Tanis. Il est probable qu'il y ait été déménagé, depuis une autre tombe qui aurait subi un premier pillage.
En effet, le sarcophage en argent massif du roi présentait, au moment de sa découverte, des stigmates laissant supposer, soit que les voleurs avaient entrepris de le piller, soit en tous cas qu'au cours du déménagement de la dépouille royale un incident les provoqua.
De fait, le mobilier qui accompagnait Sheshonq n'était pas très abondant ni très riche. De nombreux ouchebti, et quatre vases canopes en albâtre, contenant quatre petits sarcophages en argent ayant eux-mêmes renfermé les viscères momifiés du roi, représentent tout ce qui reste d'un viatique funéraire certainement plus riche, au moment de l'enterrement.
Son sarcophage, en revanche, est un chef-d'œuvre de l'orfèvrerie de la XXIIe dynastie. Fait d'une plaque d'argent massif modelée en sarcophage anthropomorphe, il présentait un aspect hiéracocéphale, assimilant le roi à Horus, ou plus précisément à Sokaris, une des formes du dieu des morts. Ce sarcophage contenait un autre sarcophage hiéracocéphale, constitué d'un cartonnage lamé de feuilles d'or, créant un motif de plumes et laissant de larges bandes d'inscriptions hiéroglyphiques donnant le protocole du roi,.
La momie, que cette dernière enveloppe protégeait, était couverte d'amulettes précieuses et d'autres bijoux dont certains au nom de Sheshonq Ier, aïeul de Sheshonq II. Sa tête était protégée par un masque funéraire, constitué du visage en or massif du roi, encadré d'une lourde perruque, faite d'une résille et de perles tubulaires d'or, qui s'était désagrégée avec le temps.
Ce masque est également une pièce maîtresse des ateliers royaux de la période. On notera cependant que ni les sarcophages, ni le masque funéraire recouvrant la momie du roi, ne portaient les insignes classiques de la royauté, tels que le némès ou l'uræus, alors que les mains figurées, ou plutôt rapportées, sur les sarcophages, tenaient effectivement les sceptres heka et nekhakha, sceptres réservés normalement à une personne royale.
L'étude de son corps a montré qu'il est décédé vers l'âge de cinquante ans, d'une septicémie due à une blessure à la tête.